# FNNスーパータイムとやま
『FNNスーパータイムとやま』は、1986年4月1日から1997年3月28日（土曜版は3月29日）まで富山テレビで放送された夕方のローカルワイドニュース番組である（『FNNスーパータイム』の富山県ローカルパート）。

## 概要
1986年4月1日に『FNN イブニングワイド とやま6:00』の後番組としてスタートし、11年間にわたって放送された。
また、1992年4月6日から1994年3月25日までは平日版のみ『スーパータイムとやま530』とのオムニバス形式扱いとして90分枠として放送された。

## 歴代キャスター
- 榊原泰明（当時富山テレビアナウンサー）
- 小山憲一（同上）
- 青柳良明（同上）[2]
- 須田真理（同上）[2]

ただし土曜版はシフト勤務。

## 放送時間
平日
- 18:00 - 19:00（JST、1986年4月1日 - 1992年4月3日）
- 17:30 - 19:00（JST、1992年4月6日 - 1994年3月25日） - 『スーパータイムとやま530』とのオムニバス枠扱い。
- 18:00 - 19:00（JST、1994年3月28日 - 1997年3月28日）

土曜日
- 18:00 - 18:30（JST、1986年4月5日 - 1997年3月29日）

## 備考
- 平日版では、18:20の提供チェンジ時の背景に全国・ローカルともにフジテレビのものを使用していたが、提供読みは全て富山テレビアナウンサーの声に差し替えられていた。
- エンディングタイトルは番組終了まで初代の魚眼図レンズCGを使用していた。

## 関連番組
- スーパータイムとやま530
- 別冊スーパータイムとやま（1990年10月6日から1992年3月28日まで土曜 18:30 - 19:00にて放送[1]）
- FNNイブニングワイドとやま6:00（前番組）
- BBTザ・ヒューマン（後番組）